# Jaroslav Choltický
Jaroslav Choltický, vlastním jménem František Janouch (1. prosince 1869 Choltice – 11. prosince 1955 Humpolec) byl český pedagog a spisovatel.

## Život
Narodil se v Cholticích v rodině cukrovarnického dělníka Jana Janoucha. Po absolvování základního vzdělání se připravoval na povolání být učitelem. Tak se i stalo a v roce 1899 nastoupil na měšťanskou školu do Světlé nad Sázavou jako učitel. Během krátké doby se aktivně podílel na kulturně-politickém dění města, spolupodílel se na založení Tělocvičné jednoty Sokol, působil v divadelním spolku, pořádal přednášky a stal se členem obecního zastupitelstva. V roce 1902 se oženil s Josefou Kosteleckou, dcerou majitele sklářské brusírny v Dolní Březince. Ve Světlé nad Sázavou působil až do roku 1923, kdy byl přeložen jako ředitel na měšťanskou školu do Ledče nad Sázavou. Zemřel roku 1955 v humpolecké nemocnici a jeho ostatky spočívají na hřbitově v Ledči nad Sázavou.
František Janouch publikoval pod pseudonymem Jaroslav Choltický. Svými humoristickými povídkami přispíval do řady časopisů např. Smíšek, Cep, Newyorské listy, Nové ilustrované listy, Veselý agrárník, Kmotr čtverák ad.

### Knihy vydané za autorova života
- 1905 Vychovatel (vydáno krajany v Chicagu)
- 1940 Zámecký vychovatel (vycházelo na pokračováni v Lidových listech)
- 1942 Přebytečný člověk (vycházelo na pokračováni v Lidových listech)
- 1944 Dvě zlatá srdce (Nakladatelství Č. A. T., Praha 1944)

### Knihy vydané posmrtně
- 2012 Belhavý kůň
- 2018 Tajná láska[4]
- 2025 Příběhy z Povedené Lhoty

## Přispíval
- 1911 Cep
- 1912–1917 Národní politika[5][6]
- 1912–1917 Nové ilustrované listy
- 1913–1914 Smíšek
- 1913–1914 Veselý agrárník
- 1913–1914 Kmotr čtverák
- 1917–1918 Newyorské listy
- 1938 Nová brázda
- 1939 Národní noviny
- 1940 Neděle
- 1943 Lidové listy

ad.